# Johann Crüger
Johann Crüger, 9. april 1598 – 23. februar 1662, var en tysk komponist, musikteoretiker og kantor, korleder, i Berlin, af en af sin tids fremmeste koralskabere. 
Han samlede, arrangerede og udgav flere koralsamlinger hvoraf den mest kendte er Praxis pietatis melica, fromhedsøvelser på vers. Det ældste kendte eksemplar er fra 1647.
Crüger knyttede 1643 venskab med salmedigteren Paul Gerhardt og satte musik til mange af hans salmer. Han skrev de musikteoretiske lærebøger Synopsis Musica (1654) og Musicae Practicae Praecepta brevia, & exercitia pro Tyronibus varia (1660).